# 溫徹斯特連發武器公司
溫徹斯特連發武器公司（Winchester Repeating Arms Company）是美国著名的枪械和弹药制造企业。位於美國康涅狄格州紐哈芬市。 归温彻斯特品牌归奥林公司（Olin Corporation）所有，该名称由赫斯塔尔集团的两家子公司（比利时的赫爾斯塔爾國營工廠（FN）和犹他州奥格登的Browning Arms公司）授权使用。

## 历史

### 背景
溫徹斯特連發武器公司的创始人為賀拉斯·史密斯與丹尼爾·威森。19世纪，兩人联手創立了史密斯威森左輪手槍公司。史密斯與威森兩人獲得了由路易士·傑尼改良過後的1848連發步槍以及火箭球（Rocket Ball）無殼彈，此外改良後的無殼彈也曾被羅賓勞倫斯重工公司少量生產。
羅賓勞倫斯重工公司在1852年因其銷量不佳而停止生產路易士·傑尼所改良的1848連發步槍，同時史密斯與威森的合夥人聘用了班傑明·泰勒亨利。在1855年史密斯威森的合夥人為了生產名为“火山”的槓桿式槍械，并尋求許多投資者投资創立了火山連發軍品公司（Volcanic Rifle Arms Company），其中奧利弗·溫切斯特（Oliver Winchester）為創立過程的關鍵人物，並擁有最多股份。
不過火山式步槍的創新並沒有造成巨大的商機，於1856年公司遷至了美國紐黑文，同年年尾宣告破產。溫切斯特在1857年買下破產的火山軍品公司並改名為紐黑文軍品公司。
史密斯離開後泰勒亨利仍然繼續研發史密斯曾研發至半途的研究，其研究即為兩大底火系統的凸緣式底火，因此發明了.44亨利。同時亨利也監製了一把以槓桿式为基礎的步槍，採用新的彈藥，保留了傳統的後膛機械與管狀彈倉，由於亨利步槍的性能優異，因此在內戰期間被北軍正規部隊大量採用。

### 起源
1866年班傑明·泰勒亨利因獲取的賠償金不足而憤怒，企圖在康乃狄克州立法機關辦理公司的所有權擁有者，奧利弗·溫徹斯特聽聞消息後火速前往歐洲先發制人取得所有權，並將紐黑文軍品公司改名為溫徹斯特連發武器公司。溫徹斯特採用亨利步槍的基礎設計並加以改造成1866溫徹斯特步槍，其採用的是.44口徑凸緣式底火彈藥，雖然子彈與亨利步槍一致但这把步枪改良了彈匣的部分（在槍身右側增加裝彈槽，由溫徹斯特的員工納爾遜所發明）。
亨利步槍與1866溫徹斯特步槍使用了同樣的底火系統，因为此設計的緣故可能會导致彈室內增加底火邊緣并燃燒大約2克左右的黑火藥量。另外一個受歡迎的槍械为1873溫徹斯特，它所採用的.44WCF（溫徹斯特中央式底火，Winchester Center Fire）。因受到大量青睞的緣故而被人稱1873溫徹斯特的成員為”Gun That Won the West”。其意为只要是西方人都一定會擁有的槍枝。
溫徹斯特1873由溫徹斯特1876改良，採用曾经由亨利所設計的子彈升降器與相同的觸發器，使它能裝進更口徑更長更大的子彈。比如.45-60WCF、.45-75WCF、.50-95WCF。但此項設計有個的缺陷，那就是不能處理.45-70的子彈，此问题直到開始生產白朗寧設計的溫徹斯特1886的时候才被發現。
奧利弗·溫徹斯特于1880年逝世。
自1883年起約翰·白朗寧與溫徹斯特連發武器公司开始合作設計一系列的步槍與霰彈槍，其中著名的有溫徹斯特1885單發步槍、溫徹斯特M1887槓桿式霰彈槍、溫徹斯特M1897泵動式霰彈槍、溫徹斯特1886步槍、溫徹斯特1892、溫徹斯特M1894、溫徹斯特1895步槍。直至今日仍有不少溫徹斯特款式的槍枝由許多曾經與溫徹斯特合夥的公司在生產，例如白郎寧（Browing）、羅西（Rossi）、海軍軍品（Navy Arms）。

### 二十世紀
二十世紀初，溫徹斯特連發武器公司開始與約翰·白朗寧合作設計並生產一些版權在其它公司下的產品。
為了與其他軍品公司競爭，溫徹斯特連發武器公司生產了一系列的半自動步槍，比如溫徹斯特M1903、溫徹斯特M1905、溫徹斯特M1907、溫徹斯特M1910。上述四種皆採用.22凸緣式底火子彈。
10年後溫徹斯特的工程師設計了一把白郎寧半自動M1911霰彈槍，並獲得了獨家專利。
T.C.傑森是溫徹斯特連發武器公司在設計半自動武器中的關鍵人物，他參與了許多系列槍枝的生產設計，例如溫徹斯特M1912、溫徹斯特M52、溫徹斯特M54。

### 第一次世界大戰
在第一次世界大戰期間溫徹斯特連發武器公司成為盟軍主要的生產工廠，这些工厂生产了英軍的.303恩菲爾德M1914步槍與美軍的.30-06恩菲爾德M1917步槍。
約翰·白朗寧與溫徹斯特連發武器公司合作設計的最後一把步槍是BAR M1918，在一次大戰期間鮮很少有这样重火力的自動步槍武器，但僅生產了27,000支第一次大戰便進入了尾聲。
溫徹斯特連發武器公司也同約翰·白朗寧在第一次大戰期間生產了不少採用.50BMG口徑的機槍。